# Masahide Jinno
Masahide Jinno (en japonais, 神野 正英 Jinno Masahide, né le 7 août 1948 dans la préfecture de Kōchi) est un athlète japonais, spécialiste du sprint.

Il participe aux Jeux olympiques d'été de 1976 après avoir remporté le titre du 100 m lors des Jeux asiatiques de 1970. 